# Apoteket Kärnan
Apoteket Kärnan är ett byggnadsminne i form av en nyklassicistisk byggnad i centrala Helsingborg, belägen vid landborgens fot, på Billeplatsens södra sida. 

## Arkitektur
Byggnaden ligger vid hörnet av Billeplatsen och Södra Storgatan, strax öster om Sankta Maria kyrka. Gatuhuset mot Södra Storgatan är i två våningar, uppfört i tegel, med fasader av vit puts mot gatan och ett mansardtak med gulflammiga takpannor. Huset vilar på en grå, spritputsad sockel, bottenvåningen är kvaderindelad, medan ovanvåningen är slätputsad. Övergången mellan de två våningarna markeras av två parallella gördelgesimser och i övrigt artikuleras huset av fönsteromfattningar, något sparsammare i bottenvåningen än ovanvåningen och en portal med bruten fronton. Söder om byggnaden ligger en portik, som leder till den bakomliggande innergården. Längan mot Billeplatsen är liksom huvudbyggnaden vitputsad med mansardtak, dock med svarta takpannor. Båda byggnadernas gårdsfasader är däremot oputsade med blottat brunrött tegel.

## Historik
Huset byggdes ut i två etapper. Den äldsta delen, som ligger mot Södra Storgatan, uppfördes 1813 som bostad och färgeri efter det att en brand förstört nästan hela kvarteret. Denna del användes från 1823 som apotek efter att byggherrens svåger, Hans Börje Hammar, tagit över huset och 1880 antog apoteket namnet Kärnan. 1882 lades en länga mot Billeplatsen till efter ritningar av dåvarande stadsarkitekten Mauritz Frohm, eftersom apoteket behövde större laboratorieutrymme. 1958-59 genomfördes en ombyggnad av interiören. Den gamla inredningen donerades vid detta tillfälle till Helsingborgs museum, som återuppfört den i ett av Strömgrändgårdens byggnader på Fredriksdals friluftsmuseum. Apoteket drevs i byggnaden fram till 1974, då verksamheten flyttades till Helsingborgs lasaretts huvudbyggnad. Ännu en restaurering utfördes 1997-98, då man bland annat återställde byggnadens fönster till originalutseende. Byggnaden blev byggnadsminne 1967 och rymmer idag kontorslokaler.